# WeShareBonds
WeShareBonds est une plateforme de financement participatif de crédit (crowdlending) aux petites et moyennes entreprises (PME), basée à Paris. Fondée par Cyril Tramon en juin 2015 sous le nom de Wiseprofits, (raison sociale) et lancée en juin 2016,,, WeShareBonds permet aux PME françaises d’emprunter directement auprès de professionnels de l'investissement et d'institutionnels via ses fonds de crédit, mais aussi d'une communauté de prêteurs particuliers, à la recherche d'un produit d'épargne sociétal, au rendement attractif.

## Histoire

### Création
Cyril Tramon, fondateur de WeShareBonds, crée Phillimore  en 2003, un fonds de private equity, agréé par l’AMF et dédié au financement en capital des PME. WeShareBonds s'intègre dans la même logique que Phillimore mais en se focalisant sur le crédit participatif. Cela a permis l'ouverture d'une nouvelle classe d'actif : les obligations des PME non cotées ouvertes aux investisseurs particuliers. Ce modèle diffère de la majorité des plateformes de crédit, basées sur le prêt amortissable.
WeShareBonds assure les transferts monétaires et le remboursements des prêts participatifs et leurs intérêts grâce à son partenaire Lemon Way.

### Développement
WeShareBonds a créé le fonds de crédit WSB-1617 en levant 4 millions d'euros, auprès de 50 business angles et La Banque Postale en 2016 pour participer au financement des PME sélectionnées par la plateforme.
WeShareBonds a signé un partenariat capitalistique avec une banque,, La Banque Postale, en l’occurrence. La banque, filiale du groupe La Poste, est entrée à hauteur de 10 % au capital de la plateforme, et investit également dans les fonds de crédit WeShareBonds, afin de financer les PME sélectionnées,,.
En février 2017, WeShareBonds a lancé la collecte de son deuxième fonds FPS de crédit aux PME "Prêtons aux PME 2022" qui vise à investir 10 millions dans une cinquantaine de PME françaises ,.
La Mutuelle Générale a annoncé son entrée au fonds de crédit "Prêtons aux PME 2022" ,,,.
En novembre 2017, WeShareBonds a annoncé une levée de fonds de 12 M€ auprès de La Banque Postale, actionnaire minoritaire et partenaire de WeShareBonds, La Banque Postale Assurance, et La Mutuelle Générale aux côtés de l’équipe de WeShareBonds et de 75 business angels : entrepreneurs, dirigeants de grands groupes, professionnels de la finance et du droit,,.
En janvier 2018, WeShareBonds et le Medef ont annoncé un partenariat dans le financement des PME françaises. Ce partenariat s'est traduit avec le financement de Metalliance.

### Entreprises Financées
Moins d'un an après son lancement, WeShareBonds a réussi le financement de plusieurs PME françaises de qualité comme : Caulaincourt, une maison de chaussures de luxe Parisienne,,, Soremi, foncière familiale, Sogilis société d’ingénierie informatique, et Artis, société spécialisée dans la tuyauterie industrielle.

## Activités
WeShareBonds permet aux PME françaises de financer leurs projets de développement, à travers un financement auquel contribuent des particuliers et des fonds de crédit (le premier fonds de crédit se nommant WSB-1617). Ces fonds de crédit co-investissent systématiquement auprès des particuliers, à hauteur de 51 % minimum. Les investisseurs particuliers peuvent prêter à partir de 50 €, et sans limite maximale avec des taux d'intérêt fixés (entre 4 et 10 %) en fonction de la qualité de l’entreprise, de la solidité de ses comptes et de la viabilité de son projet. WeShareBonds est agréé Conseiller en Investissement Participatif (CIP) par l'AMF et possède le statut d'Intermédiaire en Financement Participatif (IFP) délivré par l’ORIAS et contrôlé par l'ACPR.